# Börzsöny

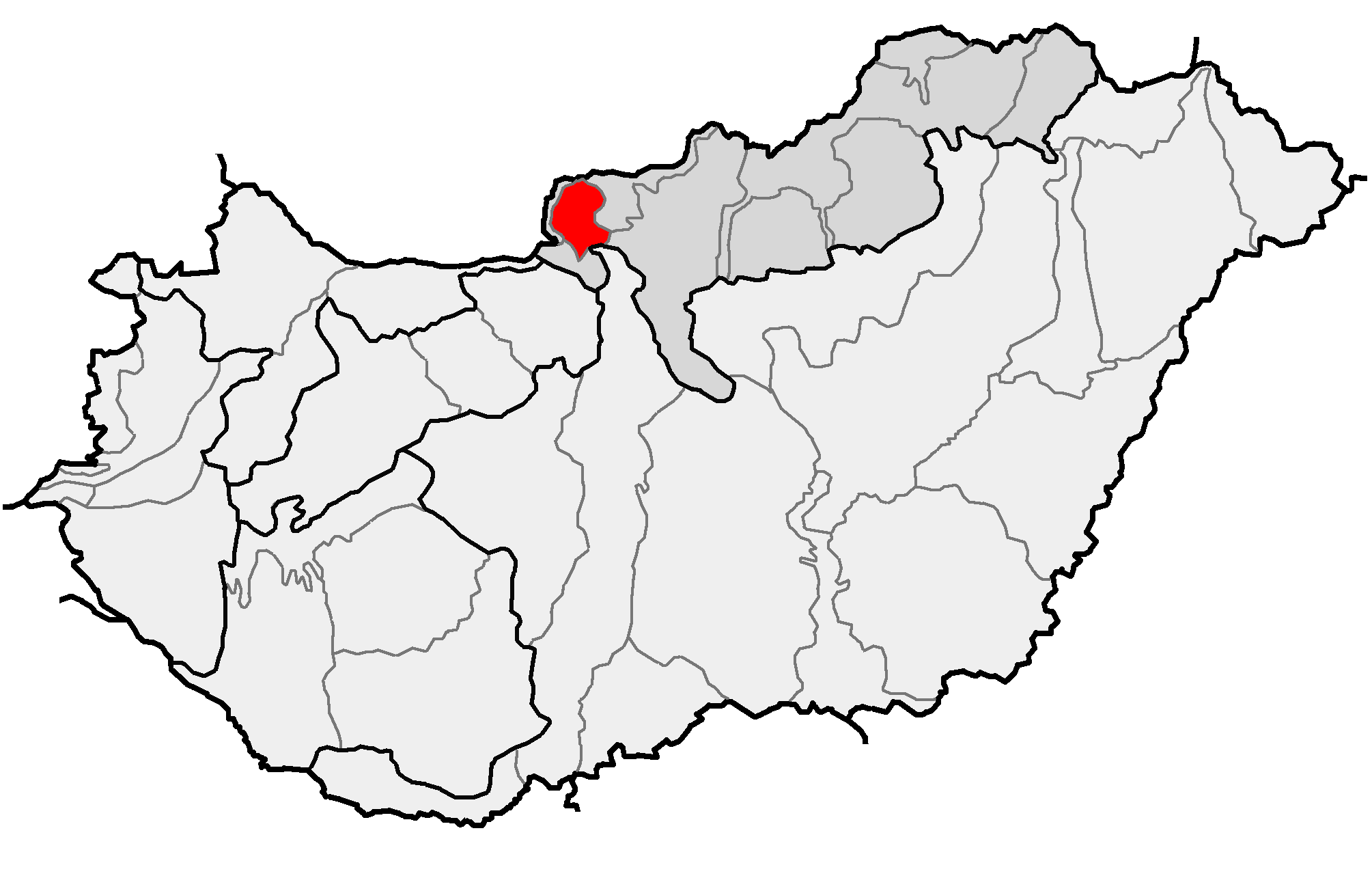
Börzsöny en Hungría

Los Börzsöny son una cordillera en el norte de Hungría. Son la estribación más occidental de los Relieves precarpáticos septentrionales. Su punto más alto es el Csóványos con 938 metros.

## Geografía
Los Börzsöny están limitados al este y al norte por el río Ipoly y por la llanura de Krupina (Eslovaquia), y al sur por el Danubio que forma su asa hacia el sur cerca de este punto, y al oeste por los montes Cserhát. El territorio de los Börzsöny ocupa alrededor de 600 km² de los cuales la mayor parte en la provincia de Pest. 
Los Börzsöny, de la misma forma que los montes Cserhát y Mátra, son de origen volcánico. 
En la zona sur de los montes las cimas principales son: Csóványos (938 m), Magosfa (916 m), Nagy-Hideghegy (865 m) y Nagy-Inóc (813 m). En la zona norte se encuentran las cimas de Várbérc (755 m) y Kámor (660 m).
El territorio de los Börzsöny forma parte del Parque Nacional del Danubio-Ipoly.
Los montes Börzsöny se encuentran lejos del recorrido en el territorio húngaro del Sendero Europeo de largo recorrido E4.